# Termitomyces
Termitomyces is een geslacht van schimmels dat behoort tot de Basidiomycota. Het geslacht werd voor het eerst beschreven door Roger Heim in 1941.

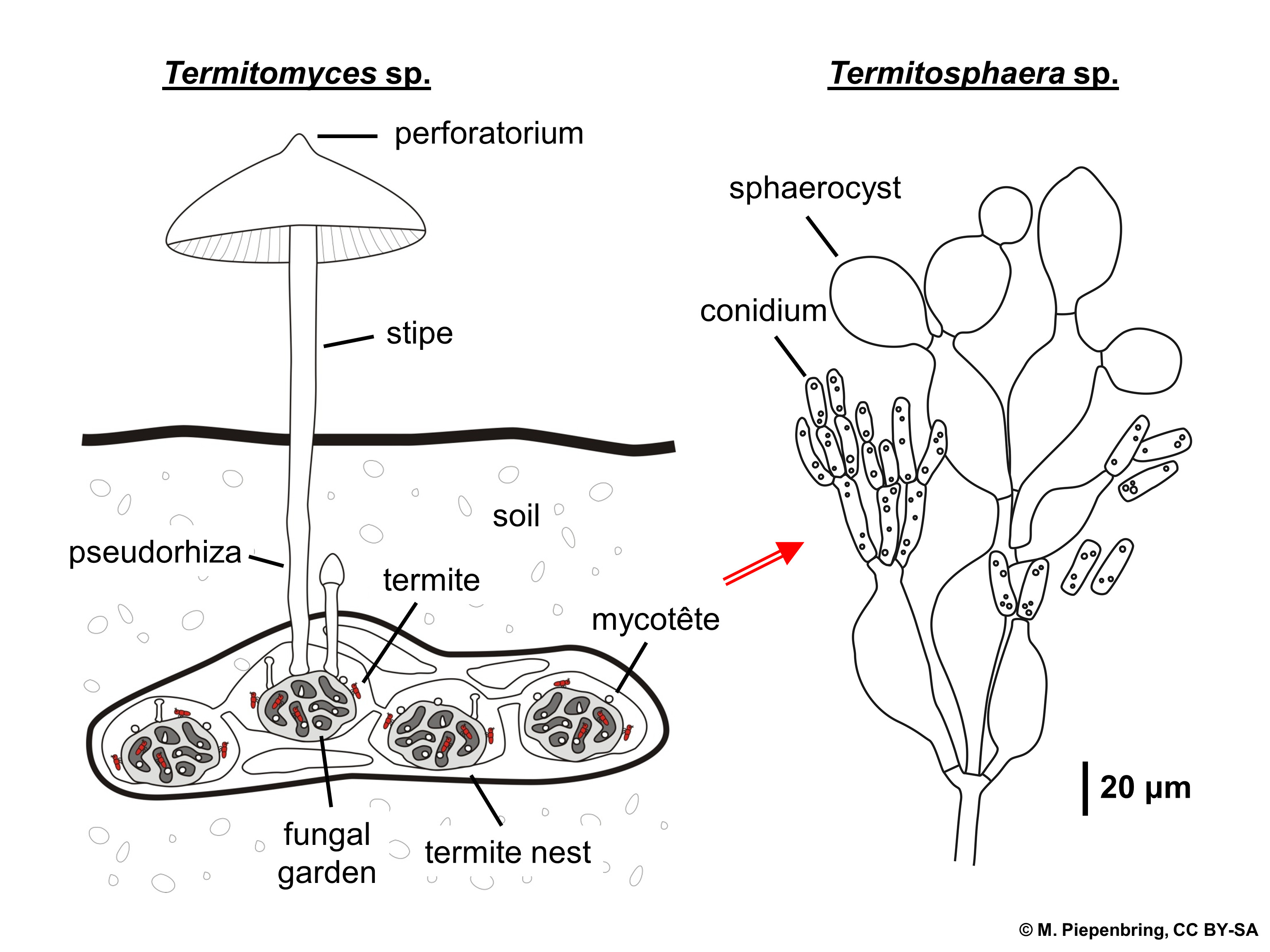
Schematische weergave

Termitomyces zijn schimmels die in obligate symbiose leven met termieten uit de onderfamilie Macrotermitinae. Deze termieten kweken de schimmels in ondergrondse "tuintjes" met plantaardig materiaal en uitwerpselen die nog plantaardig materiaal bevatten zoals moeilijk verteerbaar lignocellulose van hout en boombast. De schimmels breken dit verder af en zijn een bron van proteïnerijk voedsel voor de termieten. Langs die weg krijgen de termieten nieuwe sporen binnen die weer via de feces worden uitgescheiden en een nieuwe cultuur kunnen vormen. De vruchtlichamen kunnen uitgroeien boven de termietenheuvels en vandaaruit sporen verspreiden in de omgeving.
Er zijn ongeveer dertig soorten bekend. De meeste daarvan zijn eetbaar. In sommige delen van Afrika zijn vruchtlichamen van Termitomyces, die groot kunnen worden, een belangrijke voeding. Termitomyces titanicus uit West-Afrika geldt als de grootste paddenstoel ter wereld, met een diameter van ongeveer 1 meter.